# Comunidad nativa de Shankuatiari
Shankuatiari es una comunidad nativa asháninca ubicada en el distrito de Pichari, provincia de La Convención en el departamento de Cusco en Perú. La localidad no está identificada por la Dirección Regional de Agricultura de Cusco.Esta comunidad nativa se encuentra en la zona de Vraem y pertenece al centro poblado Mantaro.
La comunidad nativa Shankuatiari es una de las 93 registradas en la provincia de La Convención. Actualmente el Jefe – Presidente CC.NN./Anexo es Noel Aparicio Quispe.

## Demografía
La comunidad nativa Shankuatiari está compuesta principalmente por población hablante del idioma asháninca, grupo originario que habita la zona amazónica en el río Teresa. Con base en la evolución demográfica de la comunidad, según el II Censo de Comunidades del año 2007, se registró una población de 39 habitantes. Sin embargo, datos más recientes del III Censo de Comunidades Indígenas 2017: XII de Población, VII de Vivienda y III de Comunidades Indígenas, indican un significativo aumento en la población. Actualmente, la comunidad cuenta con un total de 2181 personas.El recorrido de Shankuatiari - Pichari es de 45 km por carretera asfaltada y trocha en unos 40 minutos.

## Salud
La principal causa de morbilidad en la comunidad nativa Shankuatiari son las infecciones respiratorias agudas, enfermedades diarreicas agudas, anemia y fiebre tifoidea a diferencia de otras enfermedades. Siendo las EDAS, IRAS y la fiebre tifoidea las más perjudiciales para la salud de los pobladores; los centros de salud se ubican en los centros poblados cual es difícil el acceso inmediato para acudir a las personas afectadas por tales enfermedades, lo que genera la mortalidad precaria en los pobladores.
| CC. NN./ANEXO | ENFERMEDAD - A                    | ENFERMEDAD - B                       | ENFERMEDAD - C | ENFERMEDAD - D  |
| ------------- | --------------------------------- | ------------------------------------ | -------------- | --------------- |
| Sankuatiari   | Enfermedad Diarreica Aguda (EDAS) | Enfermedad Respiratoria Aguda (IRAS) | Anemia         | Fiebre tifoidea |

## Ambiente
La Municipalidad Distrital de Pichari viene ejecutando el proyecto de mejoramiento de los servicios de apoyo para el desarrollo productivo en plantas alimenticias nativas en ocho comunidades ashánin.cas en ese distrito. La iniciativa cuenta con un presupuesto de s/ 2 723 828.78, y tiene como objetivo disminuir la tasa de desnutrición infantil y fortalecer el desarrollo integral humano de los pueblos nativas.
Este proyecto se ejecuta en las comunidades de Marontuari, Sankiroshi, Monkerenshi, Unión Santa Fe, Shankuatiari, Shirotiari Baja, Pitirinkeni Baja y Catongo Quempiri, donde se realizan intervenciones productivas y sociales.